# Daryal (radar)
I Daryal (in cirillico: Дарьял, nome in codice NATO: Pechora), anche noti come 5N79 o, talvolta, Daugava, sono dei radar di allerta precoce del tipo OTH di fabbricazione sovietica, di 2ª generazione, sviluppati negli anni settanta ed entrati in servizio presso le forze armate sovietiche a partire dal 1984.
Progettati per rilevare missili balistici ed oggetti aerodinamici in un raggio massimo di circa 6.000 km, ne era stata prevista l'integrazione in una complessa rete di stazioni radar composta anche dai radar di tipo Dnepr e dei Dnestr-M, allora in fase di realizzazione.
A causa della dissoluzione dell'Unione Sovietica e dell'adesione al trattato ABM assieme agli Stati Uniti, delle numerose stazioni previste ne furono realizzate solamente due; tuttavia, per circa quarant'anni i Daryal hanno costituito uno degli elementi principali del sistema di allarme missilistico dell'URSS prima e della Federazione Russa poi.
Prima dell'adesione al trattato, furono sviluppati progetti anche per versioni più moderne, designate Daryal-U e Daryal-UM.
Al 2021, risulta in servizio attivo nei ranghi della Federazione Russa la sola stazione Daryal di Pečora.

## Storia
La costruzione di una nuova rete di radar per l'allerta rapida faceva parte di un generale programma di ammodernamento di tutto il sistema ABM sovietico. Il primo sistema di questo tipo venne schierato ad Olenegorsk, e si trattava di un Daugava (ultima versione dei Dnepr). Un'importante caratteristica di questo nuovo modello era che poteva utilizzare, come stazione di trasmissione e ricezione, i preesistenti impianti dei Dnepr: infatti, il radar venne costruito praticamente accanto al Dnestr-M già presente.

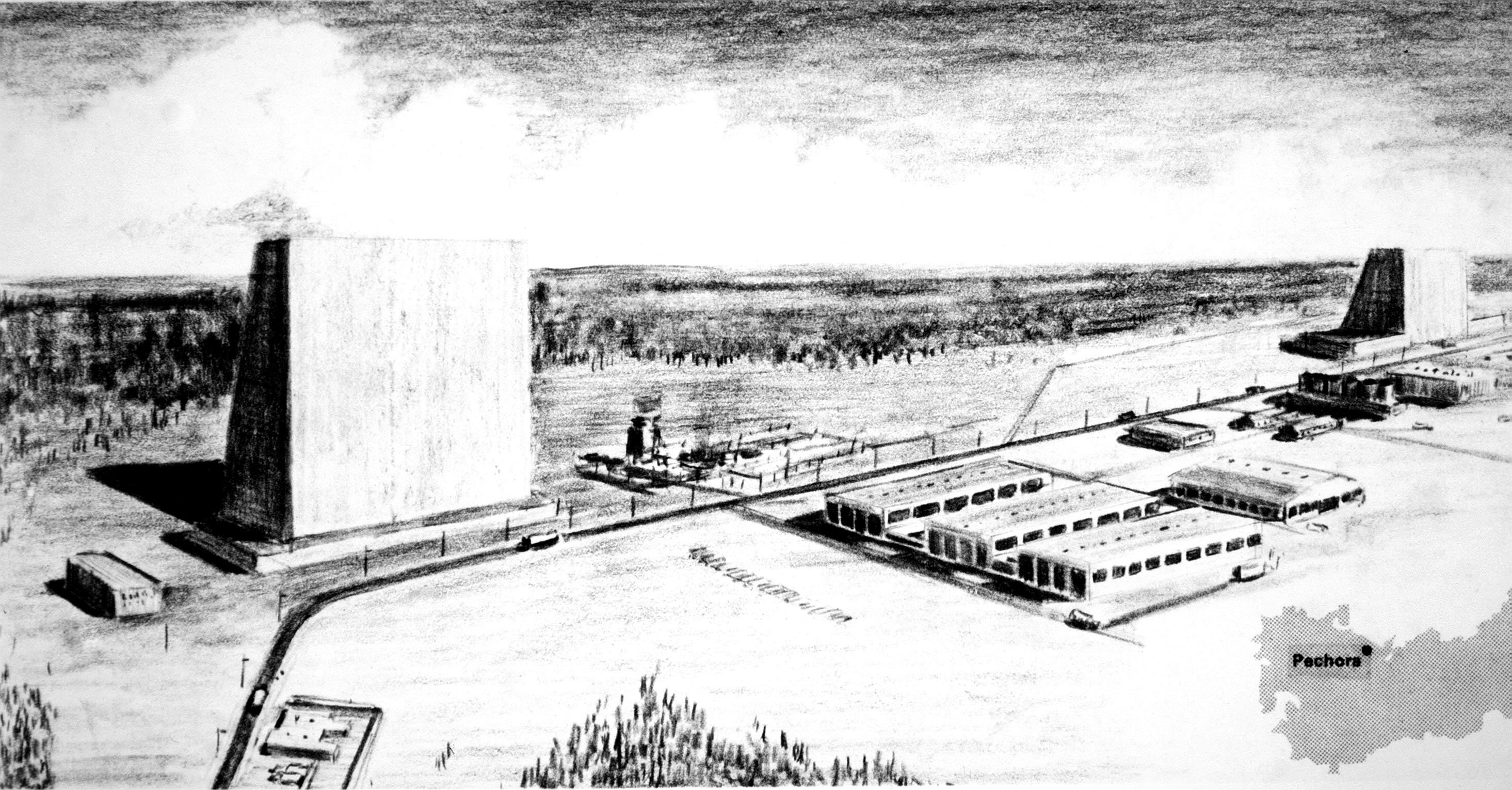
Ricevitore e trasmettitore di un Daryal

Nel 1975, in base alle esperienze condotte con il Daugava, il governo sovietico ordinò la costruzione di due nuovi impianti tipo Daryal in altrettanti siti: Pečora e Qabala (Azerbaigian). Questi due nuovi radar erano visti come complementari alla già esistente rete dei Dnestr-M e dei Dnepr, che erano allora in costruzione. Tale rete venne completata nel gennaio 1979, quando entrarono in funzione gli ultimi due impianti, a Sebastopoli e Mukačevo.

Nel settembre 1979 venne quindi approvato un piano riguardante una nuova fase dello sviluppo del sistema di allerta. Tale piano prevedeva in sostanza la modernizzazione dei Dnepr, il completamento della costruzione dei due Daryal (allora in costruzione) e la costruzione ex novo di una serie di nuovi radar. I nuovi impianti, della versione Daryal-U, avrebbero dovuto essere costruiti a Balchaš, Mišelevka e Enisejsk. Inoltre, venne prevista anche una fase ulteriore, riguardante la costruzione di nuovi Daryal-UM a Skrunda e Mukačevo.

## Caratteristiche
Si tratta di sistemi estremamente potenti e sofisticati, con una portata superiore a 6.000 km. Per dare un'idea, l'impianto di Qabala è in grado di coprire lo spazio aereo di Africa settentrionale, Turchia, Iraq, Iran, Pakistan ed India, oltre all'Australia.

## Stazioni
Tale programma, se realizzato, avrebbe considerevolmente incrementato le capacità di allerta sovietiche. Tuttavia, i trattati ABM e (soprattutto) la dissoluzione dell'Unione Sovietica portarono alla fine dell'intero piano.
| Identificativo | Località         | Tipo      | Costruzione | Entrata in servizio | Stato          | Note       |
| -------------- | ---------------- | --------- | ----------- | ------------------- | -------------- | ---------- |
| OS-1           | Mišelevka        | Daryal-U  | 1982-1991   |                     | Fuori servizio | Demolito   |
| OS-2           | Sary-Shagan      | Daryal-U  | 1976-1992   |                     | Fuori servizio | Demolito   |
| OS-3           | Enisejsk         | Daryal-U  | 1980-1987   |                     | Fuori servizio | Demolito   |
| RO-1           | Olenegorsk       | Daugava   | 1973-1977   | 1978                | Fuori servizio | Demolito   |
| RO-2           | Skrunda          | Daryal-UM | 1986-1990   |                     | Fuori servizio | Demolito   |
| RO-3           | Franz Josef Land | Daryal    | -           | -                   | -              | Cancellato |
| RO-30          | Pečora           | Daryal    | 1975-1983   | 1984                | Attivo         |            |
| RO-4           | Sebastopoli      | Daryal-U  | 1988-1993   |                     | Fuori servizio | Demolito   |
| RO-5           | Mukachevo        | Daryal-UM | 1986-1990   |                     | Fuori servizio | Demolito   |
| RO-7           | Qabala           | Daryal    | 1977-1987   | 1985                | Fuori servizio | Demolito   |

## Conseguenze dell'interruzione del programma

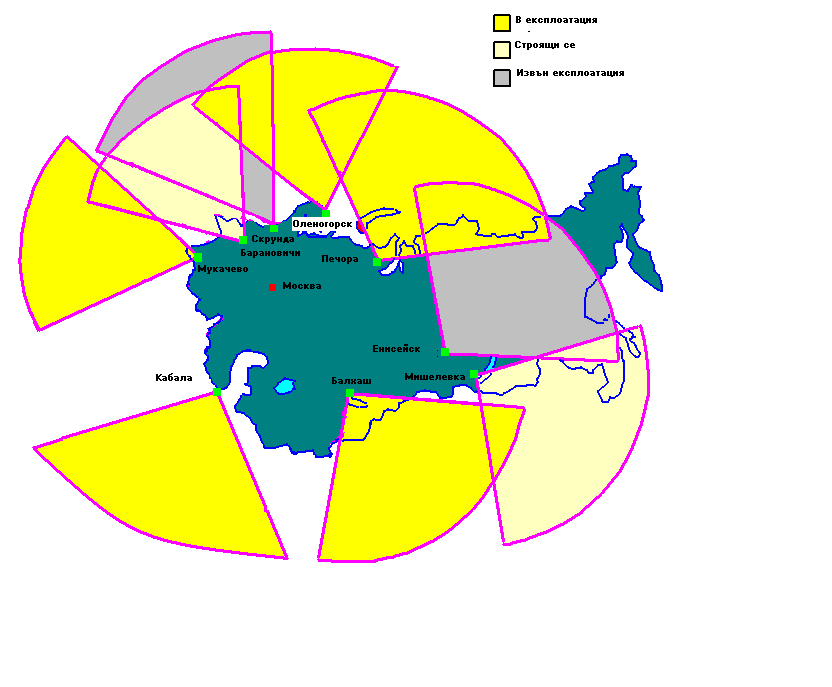
La copertura stimata dei Daryal.

La mancata realizzazione del programma ha comportato, ovviamente, un mancato ammodernamento delle strutture ABM russe. Nello specifico, il Sistema ABM A-135 è entrato in servizio (compreso il cuore del sistema, il gigantesco radar Don-2N), ma la rete di radar per la funzione di allerta non è stata completata, ed è rimasta sostanzialmente quella del precedente Sistema ABM A-35.
Oltre a questo, occorre considerare che la mancata realizzazione dei radar ha provocato la formazione di due "buchi" nel sistema di allerta russo.
Il primo di questi è relativo alla mancata realizzazione del radar di Enisejsk, che avrebbe dovuto coprire il settore nord-est. Tuttavia, questa carenza non è considerata preoccupante, poiché le uniche minacce missilistiche che possono provenire da quella direzione consistono nei missili balistici lanciati dagli SSBN americani nell'oceano Pacifico.
Il secondo è molto più serio, e riguarda la mancata realizzazione del radar di Skrunda, in Lettonia. Questo ha infatti provocato una mancanza di copertura verso il settore nord-ovest. Entrambi questi buchi sono stati sorvegliati dal radar Don-2N, che però, a causa della sua posizione molto interna (è posto alla periferia di Mosca) può dare un preavviso piuttosto breve. Al 2021, i nuovi radar Voronezh stanno raccogliendo l'eredità dei predecessori smantellati o mai ultimati.

## Versioni
5U83 Daugava: prototipo del ricevitore Daryal
5N79 Daryal: versione seriale
90N6 Daryal-U: aggiornamento del Daryal
Daryal-UM: aggiornamento del Daryal-U